# Edgard Rimaycuna
Edgard Iván Rimaycuna Inga (Chiclayo, 24 de septiembre de 1989) es un sacerdote, filósofo y teólogo peruano. Desde el 8 de mayo de 2025 ejerce como secretario privado del papa León XIV.

## Biografía
Originario de Chiclayo, ciudad ubicada en la costa noroeste del Perú y sede episcopal de Robert Francis Prevost antes de su creación cardenalicia y posterior elección como sumo pontífice, Rimaycuna Inga inició su educación en el Colegio Nacional Juan Pablo Vizcardo y Guzmán, y su secundaria en San José de Chiclayo, del cual egresó en 2005. Posteriormente, ingresó al Seminario Mayor Santo Toribio de Mogrovejo. Luego de su formación inicial, desempeñó labores pastorales en la Iglesia Santa María Catedral de Chiclayo hasta 2017, año en que se trasladó a Roma para continuar estudios en el Pontificio Instituto Bíblico.

Según algunas versiones, Prevost, en calidad de cardenal, solicitó su presencia en el Vaticano pocos meses después. Esta interpretación se apoya en un mensaje publicado en redes sociales en octubre de 2023, donde Rimaycuna Inga se despidió de la comunidad de Chiclayo con palabras que aluden a una futura colaboración en Roma:
«Junto a la nostalgia de dejar este hermoso lugar, está la alegría y el consuelo de que allá en Roma me espera un amigo con el que seguiré trabajando para el bien de la Iglesia».
Previo a su actual función, residió durante un año en Manesseno, localidad de la región de Liguria, donde estableció vínculos con los habitantes del lugar. Actualmente, desempeña funciones en la Santa Sede en colaboración con León XIV, vínculo que se evidenció durante una visita a Genazzano.
| Predecesor: Fabio Salerno | Secretario personal del Papa 2025 | Sucesor: - |